# Министерство управления Хорватии
Министерство управления Республики Хорватии (хорв. Ministarstvo uprave Republike Hrvatske) — центральный орган исполнительной власти Республики Хорватии в сфере государственного управления. Задачей этого специфического министерства является создание современной системы государственного управления в соответствии с лучшей практикой Европейского союза, которая обеспечит предоставление быстрых и надежных государственных услуг гражданам и другим лицам. На министерство управления возлагаются обязанности проведения горизонтальных мер, имеющих значение для эффективной работы всех государственных органов, причастных к системе и организации государственного управления и местного (регионального) самоуправления, планирования и управления человеческими ресурсами на государственной службе: профессиональная подготовка и повышение квалификации и правового статуса работников органов государственного управления и местного и регионального самоуправления, обеспечение последовательности награждения во всей сфере государственной службы, укрепление уровня этики на государственной службе, обеспечение представительства национальных меньшинств в органах государственного управления и местного (регионального) самоуправления согласно закону, административные процедуры и проверки.
В круг полномочий министерства входят политическая и избирательная системы, личный статус граждан, регистрация политических партий, фондов и внесение тех или иных записей, определенных отдельными законами; отслеживание использования и применения современных методов в области государственного управления, особенности применения компьютерных и коммуникационных систем и внедрения новых технологий в работе органов государственного управления в жупаниях, выполнение задач Международной комиссии по гражданскому состоянию, осуществление международного сотрудничества по вопросам административного права, государственного управления и местного самоуправления.